# Fortnite: Creative
Fortnite Creative er en spiltilstand i det populære videospil Fortnite, udviklet af Epic Games. Tilstanden blev udgivet den 6. december 2018 som en del af Fortnite Chapter 1 – Season 7, og giver spillere mulighed for at designe deres egne øer, minispil, baner og oplevelser ved hjælp af spillets byggesystem og specialværktøjer.

## Funktioner
I Fortnite Creative får spilleren adgang til en personlig ø, hvor de kan bygge frit med materialer, rekvisitter, terræn og mekanismer. Spillere kan bruge forskellige prefabrikerede bygninger, enheder og logiksystemer til at skabe alt fra simple forhindringsbaner til komplekse, interaktive spiloplevelser.
Nogle centrale funktioner inkluderer:
- Bygningsværktøjer: Spillere kan frit placere objekter, redigere terræn og bygge strukturer uden begrænsninger på ressourcer.
- Spilmekanik og regler: Det er muligt at indstille regler for spiloplevelser som f.eks. kamp, overlevelse, racing eller puzzles.
- Udgivelse og deling: Skabere kan dele deres øer med andre spillere via en unik island code. Udvalgte kreationer kan også blive fremhævet af Epic Games i spillets "Discovery" menu.

### Creative warrior
Et særligt fænomen i Creative-mode er gruppen af spillere kaldet Creative Warriors. Disse spillere bruger størstedelen af deres tid i Creative på at træne deres mekaniske færdigheder – såsom bygning, redigering og præcision – i særligt designede maps som 1v1 Realistic, Box Fights og Edit Courses. Creative Warriors er ofte teknisk ekstremt dygtige og hurtige, hvilket gør dem stærke i 1v1-situationer. Dog møder de også kritik. Nogle mener, at disse spillere mangler praktisk kampstrategi og spilforståelse, da de sjældent deltager i klassisk Battle Royale, hvor andre faktorer som positionering, loot-management og samarbejde er afgørende. Dette kan føre til en ubalance, hvor øvelse i Creative ikke nødvendigvis fører til succes i konkurrencespil.

### Evolution og UGC-platform
I 2023 lancerede Epic Games et mere avanceret værktøj kaldet Unreal Editor for Fortnite (UEFN), også kendt som Creative 2.0, som tillod endnu mere detaljeret udvikling med brug af Unreal Engine-funktioner og programmering via Verse-sproget. Dette markerede en overgang, hvor Fortnite Creative begyndte at udvikle sig mod en egentlig user-generated content-platform (UGC), i stil med Roblox.
Epic har også introduceret monetiseringsmuligheder for skabere, herunder Creator Economy 2.0, som gør det muligt for indholdsskabere at tjene penge baseret på spillerengagement.

### Samfund og betydning
Fortnite Creative har opbygget et stort og aktivt fællesskab af skabere og spillere. Det bruges ikke kun til sjov og underholdning, men også til læring, events og markedsføring. Mange brugergenererede oplevelser har tiltrukket millioner af spillere, og platformen har tiltrukket både amatører og professionelle udviklere.